# Leo Jogiches
Leo Jogiches, známý pod pseudonymem Leon Tyszka (17. července 1867, Vilno – 10. března 1919, Berlín) byl socialistický politik a spoluzakladatel komunistické strany Německa (KPD).

## Životopis
Již v mládí se Jogiches pohyboval v sociálnědemokratických kruzích. Roku 1888 byl poprvé zatčen. Po propuštění z vězení měl být odvelen do ruské armády do Turkestánu. Jogiches však neměl o narukování do armád zájem, a roku 1890 proto uprchl do Švýcarska, kde studoval na Curyšské univerzitě a požádal o státní občanství.
Brzy se setkal s marxistou Georgijem Plechanovem, který však později začal Jogichese ostře napadat. V té době se stal s občasnými přestávkami životním partnerem Rosy Luxemburgové a členem Sociálně demokratické strany království Polského a Litvy.
Během první světové války žil Jogiches v Berlíně. Spolu s Franzem Mehringem, Karlem Liebknechtem, Luxemburgovou a jinými spoluzaložil Svaz spartakovců, ze kterého se 1. ledna 1919 utvořila KPD.
Po vraždách Luxemburgové a Liebknechta dne 15. ledna 1919 se Jogiches stal nakrátko předsedou strany. On sám však byl uvězněn a dne 10. března 1919 v Berlíně-Moabitu zavražděn, když se snažil objasnit vraždu Luxemburgové.